# Marcel Ewald

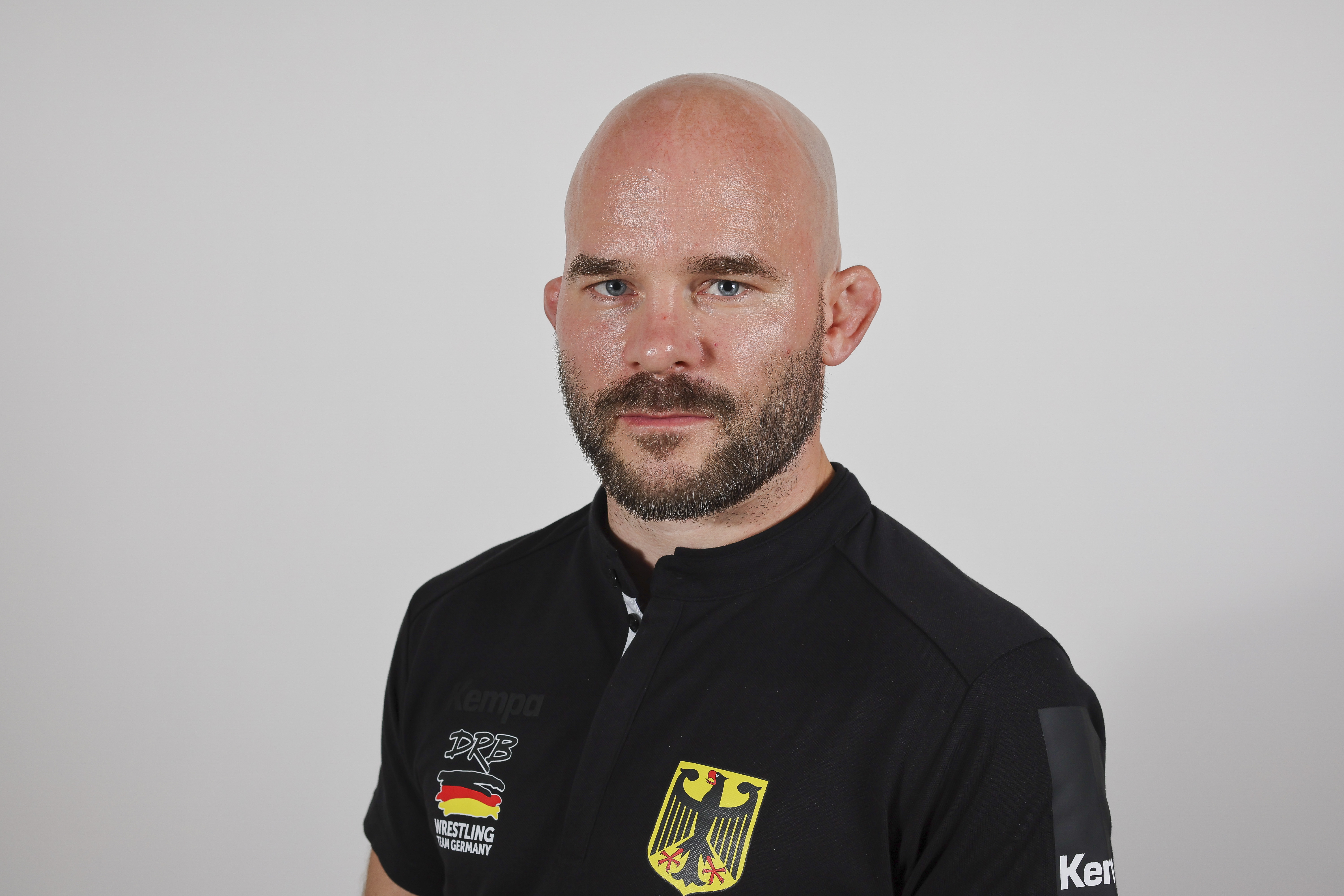
Marcel Ewald (2024)

Marcel Ewald (* 29. Juni 1983 in Karlsruhe) ist ein deutscher Ringer im Freistil. Er startet in der Gewichtsklasse bis 55 Kilogramm und ist 1,63 Meter groß. Nachdem Ewald auch schon für den KSV Berghausen und für den Bundesligisten KSV Ketsch an den Start ging, ringte er ab 2005 bis 2015 für den SV Germania Weingarten bei Karlsruhe. Seit 2015 ringt er für den KSV Ispringen. Er wurde 2010 zum Ringer des Jahres in Deutschland gewählt. Seit 2017 ist Marcel Ewald Bundestrainer Nachwuchs beim DRB.

## Erfolge
- 2005, 9. Platz, EM in Warna, FS, bis 55 kg, nach einer Niederlage gegen Mihran Jaburjan, Armenien
- 2005, 26. Platz, WM in Budapest, FS, bis 55 kg, nach einer Niederlage gegen Taghi Dadashi, Iran
- 2006, 16. Platz, EM in Moskau, FS, bis 55 kg, nach einer Niederlage gegen Bessarion Gotschaschwili, Georgien
- 2006, 5. Platz, Weltmilitärspiele in Baku, FS, bis 55 kg,
- 2007, 2. Platz, EM in Sofia, FS, bis 55 kg, nach Siegen über Alexandru Chirtoacă, Moldawien, Sezer Akgül, Türkei und Mariusz Walkowiak, Polen und eine Niederlage gegen Bessik Kuduchow, Russland
- 2007, 35. Platz, WM in Baku, FS, bis 55 kg, nach einer Niederlage gegen Radoslaw Welikow, Bulgarien
- 2015, 2. Platz, Europaspiele in Baku, FS, bis 57 kg, nach einer Niederlage gegen Wiktor Lebedew, Russland